# Stichting Collectie De Stadshof
Stichting Collectie De Stadshof verzamelt en beheert een internationale collectie outsiderkunst. De collectie werd in de jaren ’90 tentoongesteld in Zwolle en is sinds 2002 in bruikleen bij Museum Dr. Guislain in Gent. Stichting Collectie De Stadshof zet zich in voor de realisatie van een nieuw museum of podium voor outsiderkunst in Nederland. Daarbij leent de stichting werken uit haar collectie uit voor museale exposities en organiseert zij ook zelf tentoonstellingen in musea in binnen- en buitenland.
Outsiderkunst is de noemer voor kunstwerken die buiten het circuit van beroepskunstenaars worden gemaakt. Daar valt  een breed scala van kunstuitingen onder, van naïeve kunst tot art brut. Het gaat om spontane en eigenwijze artistieke creaties van mensen die zichzelf doorgaans niet als kunstenaar profileren. Bijzondere facetten van deze kunstwerken zijn het unieke herkenbare handschrift van de maker, de ongebruikelijke materialen waarmee de kunst gemaakt wordt, en de overladen beelden. 
Collectie De Stadshof telt ruim 6000 kunstwerken, zowel van kunstenaars uit de internationaal erkende canon van de outsiderkunst – Willem van Genk, Nek Chand, Nikifor, Madge Gill, Carlo Zinelli, Zemánková, Pavel Leonov, Michel Nedjar, Rosemarie Koczÿ en Theo - als van vele eigen ontdekkingen - Herman Bossert, Aaltje Dammer, Adama Diakhaté, Luiz Figueiredo, Siebe Wiemer Glastra, Bertus Jonkers, Truus Kardol, Saï Kijima, Reuben Lake, Bonaria Manca, Markus Meurer, Bruno Montpied, Roy Wenzel en Johnson Weree.

## Voorgeschiedenis

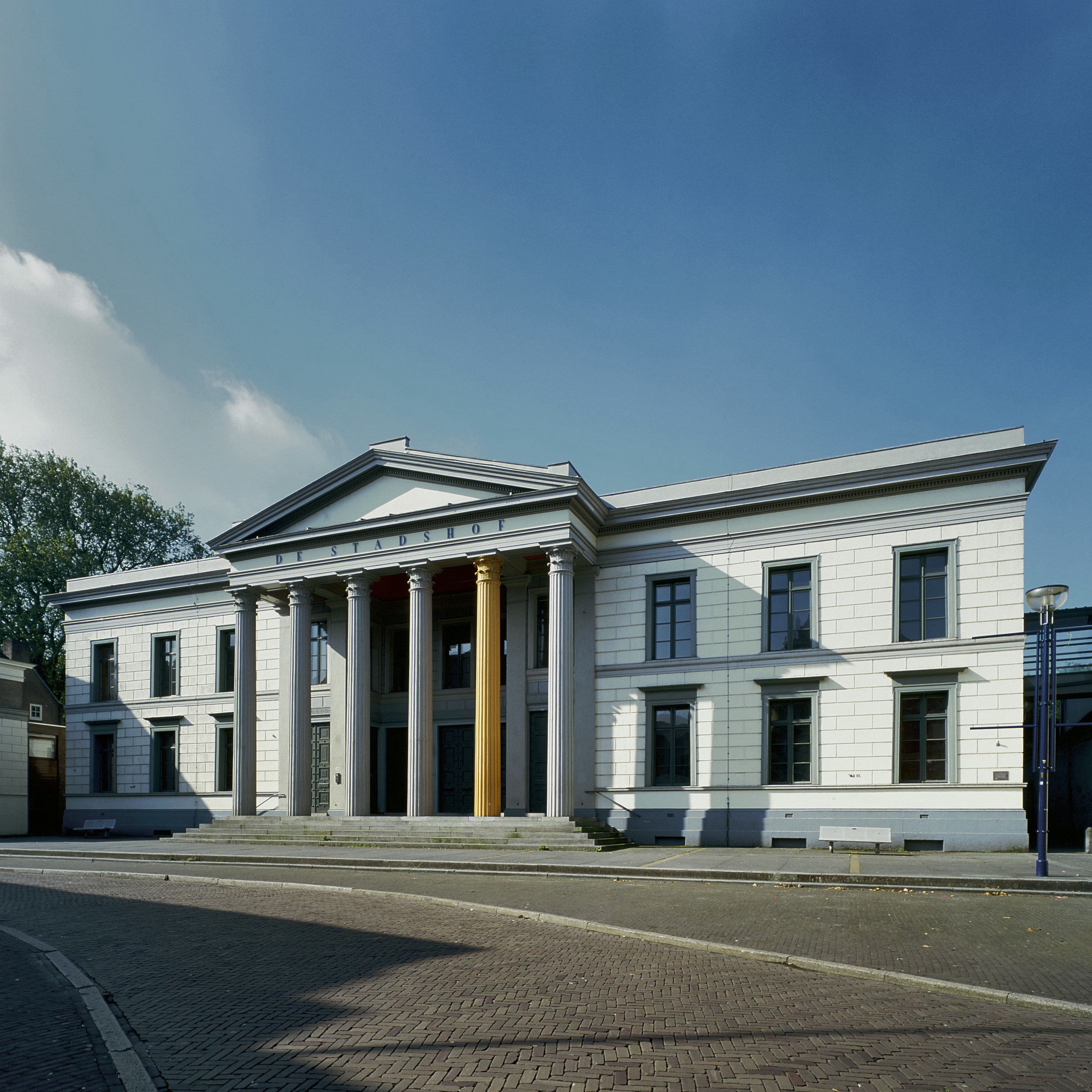
Museum De Stadshof was van 1994 tot 2001 gevestigd in het voormalige Paleis van Justitie aan de Blijmarkt in Zwolle (thans Museum de Fundatie).

Stichting Collectie De Stadshof is in 1995 per statutenwijziging voortgekomen uit de Stichting Nederlands Museum voor Naïeve Kunst, die op haar beurt werd opgericht in 1985. De eerste activiteit in de jaren ’80 was het opzetten van een documentatiecentrum voor internationale naïeve kunst in Rotterdam Delfshaven. Toen de gemeente Zwolle in 1993 ruimte schiep voor een professioneel museum voor deze kunst in haar stad, greep de stichting die kans aan.
Museum De Stadshof slaagde er in de Zwolse periode (1994–2001) in om zich nationaal en internationaal te profileren via tal van symposia, manifestaties en publicaties. Het koepelbegrip 'naïeve kunst' werd daarbij vervangen door de internationaal gehanteerde aanduiding 'outsiderkunst' waaronder de stichting ook naïeve kunst rekent, naast art brut, visionary art e.d. Om redenen van gewijzigd gemeentelijk cultuurbeleid van de gemeente Zwolle moest het museum zijn deuren sluiten. Sinds 2002 is de verzameling in langdurig bruikleen bij het Gentse Museum Dr. Guislain.

## Tentoonstellingen
- Creativiteit buiten de kaders / Creativity Outside the Mainstream, in: Gemeentemuseum Den Haag, Den Haag 2015.
- Sous le vent de l’art brut 2. Collection De Stadshof, in: Halle Saint Pierre, Parijs 2014.
- Borderlines, in: Garage Rotterdam, Rotterdam 2012.
- Backyard Genius, in: Verbeke Foundation, Kemzeke 2009.